# MF al-Salam Boccaccio 98

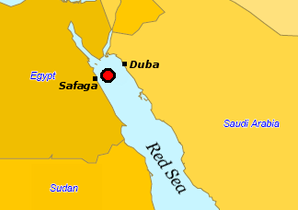
Prawdopodobne miejsce zatonięcia statku

MF al-Salam Boccaccio 98 – egipski prom pasażersko-samochodowy, który zatonął w nocy z 2 na 3 lutego 2006 na Morzu Czerwonym. Statek płynął z Duby w Arabii Saudyjskiej do egipskiego portu Safadża. Na jego pokładzie znajdowało się 1272 pasażerów i 96 członków załogi, w większości Egipcjan (oraz kilku Saudyjczyków i Sudańczyków), w tym wielu pielgrzymów wracających z Mekki, a także 220 samochodów. Katastrofę przeżyło 378 osób, zginęły 994 osoby. Pierwsze grupy ratownicze dotarły na miejsce dopiero po dziesięciu godzinach.

## Przyczyny katastrofy
Niebezpieczeństwo pożaru oraz jego szybkie rozprzestrzenianie się w niewygrodzonej ładowni jest jednym z zagrożeń na tego typu statkach. Obecność np. łatwopalnego paliwa w bakach samochodów zwiększa to zagrożenie.
Także w tym przypadku czynnikiem katastrofy był pożar na pokładzie towarowym. Załoga gasiła pożar wodą, lecz mające ją odprowadzać za burtę pompy drenażowe nie działały. Przy silnym wietrze i dużych falach, powodujących łącznie znaczne kołysanie, zebrana w kadłubie woda wskutek efektu powierzchni swobodnej doprowadziła do nadmiernego przechylenia statku wywołanego utratą stateczności. Było to bezpośrednią przyczyną zatonięcia promu po godz. 01.00 miejscowego czasu, około 90 km przed Safadżą. 